# Спейди, Винсент
Винсент (Винс) Спейди (правильное произношение «Спейдеа», англ. Vincent "Vince" Spadea; род. 19 июля 1974, Чикаго) — американский профессиональный теннисист, теннисный тренер и агент, бывшая 18-я ракетка мира. Победитель четырёх турниров АТР (из них один в одиночном разряде).

## Биография
Винсент Спейди родился в 1974 году в Чикаго. Его отец, Винсент-старший, был американцем итальянского происхождения, а мать родом из Колумбии. Когда мальчику было 6 лет, его отец, Винсент-старший, оставил неудачную оперную карьеру и перевёз семью в Бока-Ратон (Флорида), став сотрудником IBM. Выучившись играть в теннис лишь на четвёртом десятке лет жизни, он оставался тренером сына на протяжении его юношеской и в начале профессиональной карьеры, пока Винсенту-младшему не исполнилось 25 лет. Он также тренировал обеих дочерей, в годы учёбы в Университете Дьюка входивших в символическую любительскую сборную Северной Америки.
Винсент-младший рано проявил свой игровой потенциал, став лидером национального рейтинга США среди мальчиков в возрасте до 14 лет и выиграв юношеские чемпионаты США в этой категории на всех трёх покрытиях (трава, грунт и хард), а также стал победителем престижных юношеских турниров Easter Bowl и Orange Bowl. После этого наступил спад, усугубляемый неудачами на корте старшей сестры Винсента, Луанны — чемпионки Orange Bowl в старшей возрастной категории 1989 года. Незадолго до конца юношеской карьеры в 1992 году Винсент занимал лишь 18-е место в мировом юниорском рейтинге, пропустив Открытые чемпионаты Австралии и Франции из-за проблем со здоровьем и рано выбыв из борьбы в остальных двух турнирах Большого шлема. Однако в декабре ему удалось собраться и выиграть Orange Bowl в возрастной категории до 18 лет, победив в финале аргентинца Гастона Элтиса; таким образом, они с Луанной стали первыми за 46 лет истории турнира братом и сестрой, победившими в нём в старшей возрастной категории.
Спейди, начавший участие в профессиональных теннисных турнирах незадолго до окончания юношеской карьеры, вошёл в первую сотню профессионального рейтинга в 1994 году, выиграв во второй половине сезона три турнира категории ATP Challenger. В мае 1995 года в паре с Либором Пимеком он впервые пробился в финал турнира основного тура АТР, а осенью того же года с Кристо ван Ренсбургом завоевал свой первый титул на этом уровне.
За 1997 год Спейди выигрывал турниры АТР в парном разряде ещё дважды. В мае 1998 года он впервые стал финалистом на этом уровне и в одиночном разряде, проиграв в Австрии Марсело Риосу, а позже на турнире высшей категории в Цинциннати нанёс поражение ещё одному лидеру мирового тенниса Андре Агасси. В начале 1999 года Спейди стал четвертьфиналистом Открытого чемпионата Австралии, снова обыграв по пути Агасси и показав свой лучший результат в турнирах Большого шлема. В сентябре, после выхода в финал турнира Championship Series в Индианаполисе и четвёртый круг Открытого чемпионата США, он впервые вошёл в число двадцати лучших игроков мира согласно рейтингу ATP.
Вскоре после этого, однако, в карьере Спейди наступил новый затяжной спад, в ходе которого 25-летний американец проиграл 21 матч подряд — рекордный показатель для тура АТР (в том числе все три личные встречи в рамках командного Кубка мира, где представлял сборную США). Он прервал проигрышную серию на Уимблдонском турнире 2000 года, победив в первом круе посеянного 10-м Грега Руседски.
Несмотря на эту победу и последующее приглашение в сборную на полуфинальный матч Кубка Дэвиса, и 2000, и 2001 год Спейди закончил за пределами первой сотни рейтинга АТР, но в 2002 году вернулся в неё после нескольких успешных выступлений в «челленджерах». Весной 2003 года он стал полуфиналистом двух турниров АТР высшей категории — в Индиан-Уэллс и в Монте-Карло — и вернулся сначала в число первых 50, а затем и первых 30 теннисистов мира.
В марте 2004 года в Скоттсдейле Спейди впервые в карьере выиграл турнир АТР в одиночном разрядe, по пути к титулу обыграв недавно потерявшего первую строчку в рейтинге Энди Роддика. К концу года, после выхода в четвёртый круг на Уимблдоне и ещё одного финала турнира АТР в Делрей-Бич он вернулся в Top-20 рейтинга ATP, а в феврале 2005 года улучшил личный рекорд, поднявшись в рейтинге на 18-е место. В 2004 и 2005 годах Спейди снова представлял США на командном Кубке мира, но сумел выиграть в рамках этого соревнования лишь одну встречу из шести, а в состав сборной в Кубке Дэвиса уже не попадал.
В дальнейшем стабильные рядовые результаты позволяли Спейди сохранять место в первой сотне одиночного рейтинга вплоть до 2008 года. Завершив активные выступления в начале 2010 года, он начал карьеру агента по талантам, открыв фирму под названием 6 Star Ventures. В её рамках Спейди сотрудничает в качестве импресарио с музыкантами, актёрами театра, кино и телевидения. Он также выступает в качестве теннисного тренера, работая с теннисистами-юниорами Южной Калифорнии и выпустив обучающий DVD «Играй, как профессионал» (англ. Play Like a Pro). В 2006 году вышла в свет его автобиорафическая книга «Брейк-пойнт: Тайный дневник профессионального теннисиста» (Break Point: The Secret Diary of a Pro Tennis Player).

## Положение в рейтинге в конце сезона
| Год              | 1993 | 1994 | 1995 | 1996 | 1997 | 1998 | 1999  | 2000 | 2001 | 2002  | 2003 | 2004 | 2005 | 2006 | 2007 | 2008 | 2009 | 2010  |
| ---------------- | ---- | ---- | ---- | ---- | ---- | ---- | ----- | ---- | ---- | ----- | ---- | ---- | ---- | ---- | ---- | ---- | ---- | ----- |
| Одиночный разряд | 303  | 75   | 81   | 54   | 88   | 42   | 20    | 213  | 125  | 67    | 29   | 20   | 75   | 73   | 77   | 76   | 295  | 1 517 |
| Парный разряд    | 734  | 285  | 135  | 239  | 155  | 182  | 1 357 | 732  | 589  | 1 312 | 424  | 152  | 180  | 128  | 149  | 476  | 773  |       |

## Выступления на турнирах

### Финалы турнировATPв одиночном разряде (5)

#### Победы (1)
| Легенда                            |
| ---------------------------------- |
| Турниры Большого шлема (0)         |
| Кубок Мастерс / финал АТР-тура (0) |
| ATP Мастерс (0)                    |
| АТР Gold (0)                       |
| АТР International (1+3*)           |

| Титулы по покрытиям | Титулы по месту проведения матчей турнира |
| ------------------- | ----------------------------------------- |
| Хард (1+1*)         | Зал (0)                                   |
| Грунт (0+2)         | Зал (0)                                   |
| Трава (0)           | Открытый воздух (1+3)                     |
| Ковёр (0)           | Открытый воздух (1+3)                     |

* количество побед в одиночном разряде + количество побед в парном разряде.
| №  | Дата         | Турнир          | Покрытие | Соперник в финале | Счёт           |
| 1. | 7 марта 2004 | Скоттсдейл, США | Хард     | Николас Кифер     | 7-5 6-7(5) 6-3 |

#### Поражения (4)
| №  | Дата             | Турнир                 | Покрытие | Соперник в финале | Счёт           |
| 1. | 24 мая 1998      | Санкт-Пёльтен, Австрия | Грунт    | Марсело Риос      | 2-6 0-6        |
| 2. | 22 августа 1999  | Индианаполис, США      | Хард     | Николас Лапентти  | 6-4 4-6 4-6    |
| 3. | 19 сентября 2004 | Делрей-Бич, США        | Хард     | Рикардо Мельо     | 6-7(2) 3-6     |
| 4. | 10 июля 2005     | Ньюпорт, США           | Трава    | Грег Руседски     | 6-7(3) 6-2 4-6 |

### Финалы турнировATPв парном разряде (5)

#### Победы (3)
| №  | Дата             | Турнир                  | Покрытие | Партнёр             | Соперники в финале               | Счёт        |
| 1. | 12 ноября 1995   | Буэнос-Айрес, Аргентина | Грунт    | Кристо ван Ренсбург | Иржи Новак Давид Рикл            | 6-3 6-3     |
| 2. | 27 апреля 1997   | Орландо, США            | Грунт    | Марк Мерклейн       | Алекс О'Брайен Джефф Салзенстейн | 6-4 4-6 6-4 |
| 3. | 14 сентября 1997 | Ташкент, Узбекистан     | Хард     | Винченцо Сантопадре | Хишам Арази Эяль Ран             | 6-4 6-7 6-0 |

#### Поражения (2)
| №  | Дата        | Турнир             | Покрытие | Партнёр       | Соперники в финале          | Счёт    |
| 1. | 28 мая 1995 | Болонья, Италия    | Грунт    | Либор Пимек   | Байрон Блэк Джонатан Старк  | 5-7 3-6 |
| 2. | 10 мая 1998 | Корал-Спрингз, США | Грунт    | Марк Мерклейн | Грант Стаффорд Кевин Ульетт | 5-7 4-6 |

## История выступлений на турнирах
| Турнир                       | 1992  | 1993          | 1994          | 1995          | 1996  | 1997          | 1998          | 1999          | 2000  | 2001          | 2002          | 2003          | 2004  | 2005          | 2006          | 2007          | 2008  | 2009       | 2010       | Итог   | В/П за карьеру |
| ---------------------------- | ----- | ------------- | ------------- | ------------- | ----- | ------------- | ------------- | ------------- | ----- | ------------- | ------------- | ------------- | ----- | ------------- | ------------- | ------------- | ----- | ---------- | ---------- | ------ | -------------- |
| Турниры Большого шлема       |       |               |               |               |       |               |               |               |       |               |               |               |       |               |               |               |       |            |            |        |                |
| Открытый чемпионат Австралии | -     | -             | К             | 3Р            | 2Р    | -             | 3Р            | 1/4           | 1Р    | -             | -             | 1Р            | 1Р    | 1Р            | 1Р            | 2Р            | 3Р    | 1Р         | -          | 0 / 12 | 12-12          |
| Открытый чемпионат Франции   | -     | -             | -             | 1Р            | 1Р    | 1Р            | 2Р            | 3Р            | 1Р    | -             | 3Р            | 3Р            | 2Р    | 2Р            | 1Р            | 1Р            | 1Р    | -          | -          | 0 / 13 | 9-13           |
| Уимблдонский турнир          | -     | -             | К             | 1Р            | 1Р    | 1Р            | 2Р            | 1Р            | 2Р    | -             | 2Р            | 1Р            | 4Р    | 1Р            | 1Р            | 1Р            | 1Р    | 2Р         | -          | 0 / 14 | 7-14           |
| Открытый чемпионат США       | К     | 1Р            | 2Р            | 4Р            | 3Р    | 1Р            | 1Р            | 4Р            | 1Р    | -             | 2Р            | 1Р            | 2Р    | 2Р            | 3Р            | 1Р            | 1Р    | К          | -          | 0 / 15 | 14-15          |
| Итог                         | 0 / 0 | 0 / 1         | 0 / 1         | 0 / 4         | 0 / 4 | 0 / 3         | 0 / 4         | 0 / 4         | 0 / 4 | 0 / 0         | 0 / 3         | 0 / 4         | 0 / 4 | 0 / 4         | 0 / 4         | 0 / 4         | 0 / 4 | 0 / 2      | 0 / 0      | 0 / 54 |                |
| В/П в сезоне                 | 0-0   | 0-1           | 1-1           | 5-4           | 3-4   | 0-3           | 4-4           | 9-4           | 1-4   | 0-0           | 4-3           | 2-4           | 5-4   | 2-4           | 2-4           | 1-4           | 2-4   | 1-2        | 0-0        |        | 42-54          |
| Олимпийские игры             |       |               |               |               |       |               |               |               |       |               |               |               |       |               |               |               |       |            |            |        |                |
| Олимпиада                    | -     | Не проводился | Не проводился | Не проводился | -     | Не проводился | Не проводился | Не проводился | 1Р    | Не проводился | Не проводился | Не проводился | 2Р    | Не проводился | Не проводился | Не проводился | -     | НП         | НП         | 0 / 2  | 1-2            |
| Турниры Мастерс              |       |               |               |               |       |               |               |               |       |               |               |               |       |               |               |               |       |            |            |        |                |
| Индиан-Уэллc                 | -     | -             | К             | 1Р            | -     | 1Р            | 2Р            | 1Р            | 1Р    | -             | -             | 1/2           | 3Р    | 2Р            | 2Р            | 2Р            | 1Р    | 1Р         | К          | 0 / 12 | 8-12           |
| Майами                       | -     | 2Р            | 2Р            | 3Р            | 1/4   | 3Р            | 3Р            | 4Р            | 2Р    | -             | -             | 2Р            | 1/2   | 3Р            | 2Р            | 2Р            | 1Р    | К          | -          | 0 / 14 | 24-14          |
| Монте-Карло                  | -     | -             | -             | -             | -     | -             | -             | 1/4           | 1Р    | -             | -             | 1/2           | 1Р    | 1Р            | -             | -             | -     | -          | -          | 0 / 5  | 7-5            |
| Гамбург                      | -     | -             | -             | 1Р            | -     | -             | -             | -             | 1Р    | -             | К             | 1Р            | 1Р    | 1Р            | К             | -             | -     | Не Мастерс | Не Мастерс | 0 / 5  | 0-5            |
| Рим                          | -     | -             | -             | 2Р            | -     | -             | -             | 2Р            | 1Р    | -             | 1Р            | 1Р            | 1/4   | -             | К             | К             | -     | -          | -          | 0 / 6  | 5-16           |
| Торонто/Монреаль             | -     | -             | -             | -             | -     | 2Р            | 3Р            | 3Р            | -     | К             | 2Р            | 3Р            | 2Р    | 1Р            | К             | К             | -     | -          | -          | 0 / 7  | 9-7            |
| Цинциннати                   | -     | К             | -             | 2Р            | 2Р    | 3Р            | 1/4           | 1Р            | 1Р    | К             | К             | 1Р            | 1Р    | 1Р            | 2Р            | 1Р            | -     | -          | -          | 0 / 11 | 8-11           |
| Штутгарт/Мадрид              | -     | -             | -             | -             | -     | -             | 1Р            | 1Р            | -     | -             | К             | 3Р            | 3Р    | 1Р            | К             | К             | -     | -          | -          | 0 / 5  | 3-5            |
| Париж                        | -     | -             | -             | -             | -     | -             | 3Р            | 1Р            | -     | -             | K             | 1Р            | 3Р    | 1Р            | 1Р            | 1Р            | -     | -          | -          | 0 / 7  | 3-7            |
| Статистика за карьеру        |       |               |               |               |       |               |               |               |       |               |               |               |       |               |               |               |       |            |            |        |                |
| Проведено финалов            | 0     | 0             | 0             | 0             | 0     | 0             | 1             | 1             | 0     | 0             | 0             | 0             | 2     | 1             | 0             | 0             | 0     | 0          | 0          |        | 5              |
| Выиграно турниров            | 0     | 0             | 0             | 0             | 0     | 0             | 0             | 0             | 0     | 0             | 0             | 0             | 1     | 0             | 0             | 0             | 0     | 0          | 0          |        | 1              |
| В/П: всего                   | 0-0   | 1-5           | 11-13         | 21-28         | 27-22 | 20-26         | 28-27         | 33-27         | 3-28  | 1-3           | 13-17         | 34-25         | 40-29 | 22-26         | 19-26         | 24-28         | 12-19 | 2-9        | 0-1        |        | 311-359        |
| Σ % побед                    | 0 %   | 17 %          | 46 %          | 43 %          | 55 %  | 43 %          | 51 %          | 55 %          | 10 %  | 25 %          | 43 %          | 58 %          | 58 %  | 46 %          | 42 %          | 46 %          | 39 %  | 18 %       | 0 %        |        | 46 %           |